# Alexander Wladimirowitsch Rybakow

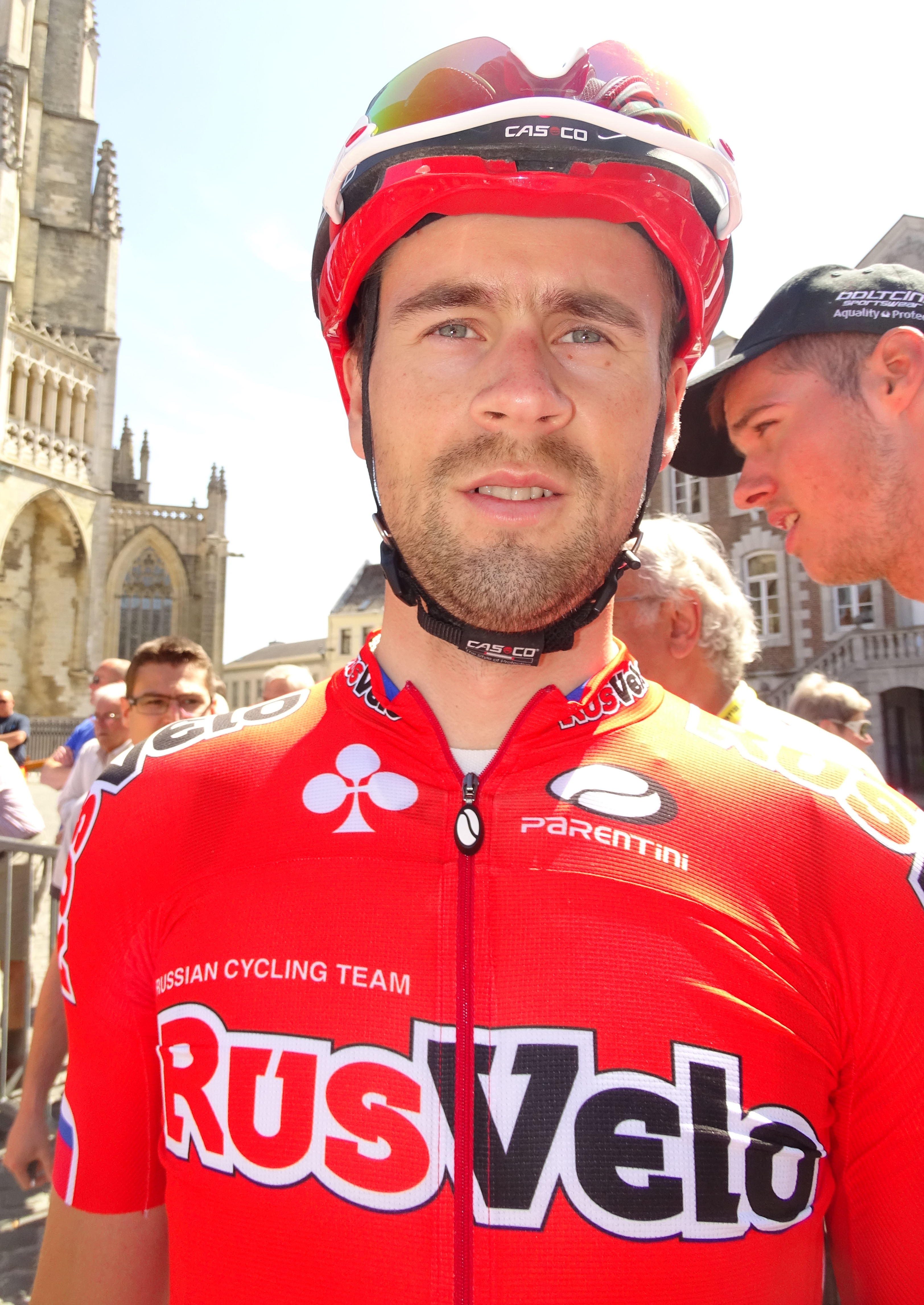
Alexander Rybakow (2015)

Alexander Wladimirowitsch Rybakow (russisch Александр Владимирович Рыбаков; * 17. Mai 1988) ist ein ehemaliger russischer Radrennfahrer.
Alexander Rybakow gewann 2006 bei der Bahnrad-Europameisterschaft der Junioren in Athen die Bronzemedaille in der Mannschaftsverfolgung zusammen mit Michail Barischnikow, Nikita Nowikow und Stanislaw Wolkow. Im Erwachsenenbereich gewann er auf der Straße2012 und 2013 das Memorial of Oleg Dyachenko.

## Erfolge
2012
- Memorial of Oleg Dyachenko

2013
- Memorial of Oleg Dyachenko

## Teams
- 2009 Lokomotiv

- 2012 Itera-Katusha
- 2013 RusVelo
- 2014 Team Katusha
- 2015 RusVelo